# Провинция
Провинция е административно-териториална единица в някои държави, както и територия в дадена страна, която е извън столицата.
Думата е с латински произход и е означавала област извън Италия, покорена от римляните чрез война. Понятието възниква в Древен Рим, където под провинция се е разбирало обширна територия, която е част от империята, но се управлява от местни управители, и притежава главни градове (в съвременния смисъл за римските провинции по-подходящо е понятието колония или щат, държава вътре в държавата).
С думата провинция в съвременния български език се означават и федералните единици (Länder) на Германия, също и Канада, Китай, както и административните единици на държави с романско културно наследство. В други държави за назоваване на подобни структури се употребяват понятията съюзни републики (Русия, Чехословакия, Югославия) или щати (САЩ, Индия). Провинциите обикновено имат органи на самоуправление – парламент, правителство, собствени полицейски сили, могат да формират собствена данъчна, имиграционна и образователна политика, както и да участват чрез свои териториални представители (обикновено сенатори) във висшите органи на властта на федерацията.
За французите Прованс (Provence) е областта в Югоизточна Франция до Средиземно море между Ронската низина и Италия.
В Руската империя, провинцията е административно-териториална единица, съществувала в периода 1719-1775 г. Две или повече провинции образували една губерния (най-висшата административно-териториална единица). Делението на губерниите на провинции било законодателно уредено на 29 май 1719 г. с указ на император Петър Велики „Относно устройството на губерниите и определянето на управителите в тях“.
В Кралство Прусия, провинцията е административно-териториална единица, създадена в хода на пруските реформи (Щайн–Харденбергски реформи) от 1719-1775 г. Тя е най-висшата административна единица, деляща се на административни околии, а последните от своя страна – на окръзи.